# Albești (Vaslui)
Albeşti è un comune della Romania di 3 303 abitanti, ubicato nel distretto di Vaslui, nella regione storica della Moldavia. 
Il comune è formato dall'unione di 4 villaggi: Albești, Corni-Albești, Crasna, Gura Albești.